# Sporting Clube Campomaiorense
Maillots
Le Sporting Clube Campomaiorense est un club portugais de football. Il est basé à Campo Maior.

## Historique
Le club passe 5 saisons en Liga Sagres (1re division). 
Il obtient son meilleur résultat en D1 lors de la saison 1997-1998, où il se classe 11e du championnat, avec 11 victoires, 7 matchs nuls et 16 défaites.
La dernière présence en 1re division du SC Campomaiorense remonte à la saison 2000-2001 et le SC Campomaiorense évolue pour la dernière fois en D2 lors de la saison 2001-2002.
Le club atteint le finale de la Coupe du Portugal en 1999 (défaite 1-0 face au club de Beira-Mar). C'est l'unique finale jouée par le club.

## Palmarès
- Championnat du Portugal de D2 (1)
  - Champion : 1997

- Coupe du Portugal :
  - Finaliste : 1999

## Anciens joueurs
- Jimmy Floyd Hasselbaink
- Nuno Luís
- Rolando
- Carlos Jorge Neto Martins